# Pinnacle Gap
Pinnacle Gap (englisch für Zinnenlücke) ist ein Gebirgspass im ostantarktischen Viktorialand. Er liegt zwischen der Pain Mesa und der Tobin Mesa in der Mesa Range.
Erstmals begangen wurde der Pass von der Nordgruppe der New Zealand Geological Survey Antarctic Expedition (1962–1963). Namensgebend ist der zinnenförmige Mount Ballou, der den Pass nördlich überragt.